# Ekemblemaria nigra
Ekemblemaria nigra är en fiskart som först beskrevs av Meek och Hildebrand 1928.  Ekemblemaria nigra ingår i släktet Ekemblemaria och familjen Chaenopsidae. Inga underarter finns listade i Catalogue of Life.